# Cantonul Toulouse-5
Cantonul Toulouse-5 este un canton din arondismentul Toulouse, departamentul Haute-Garonne, regiunea Midi-Pyrénées, Franța.